# 王耀曾
王耀曾（？—？），福建省福州府侯官縣人，清朝政治人物、同進士出身。

## 生平
光緒九年（1883年），参加癸未科殿試，登進士三甲116名。同年五月，著交吏部掣签分发各省，以知县即用。光绪十八年，擔任清朝廣東省潮州府豐順縣知縣光绪十八年到任。后由王壽民接任。